# UFC 217
UFC 217: Bisping vs. St-Pierre foi um evento de artes marciais mistas produzido pelo Ultimate Fighting Championship, realizado no dia 4 de novembro de 2017, no Madison Square Garden, em Nova Iorque.

## Background
O evento foi o segundo que a promoção recebeu no Madison Square Garden.

## Card Oficial
Nota 1 Pelo Cinturão Peso-Médio do UFC. 

Nota 2 Pelo Cinturão Peso Galo do UFC. 

Nota 3 Pelo Cinturão Peso-Palha Feminino do UFC.

## Bônus da Noite
Os lutadores receberam $50.000 e $25.000 de bônus
- 'Luta da Noite: Não atribuído
- Performance da Noite ($50,000):  Georges St.Pierre,  T.J. Dillashaw e  Rose Namajunas.
- Performance da Noite ($25,000):  Ovince St. Preux e  Ricardo Ramos.

## Ligações Externas
1. ↑  Nota 1
2. ↑  Nota 2
3. ↑  Nota 3